# 比乌勒
比乌勒（法語：Bioule，法語發音：[bjul]）是法国奧克西塔尼大區塔恩-加龙省的一个市镇，属于蒙托邦区。

## 地理
比乌勒（44°5'22"N, 1°32'19"E）面积20.44 平方千米，位于法国奧克西塔尼大區塔恩-加龙省，该省份为法国西南部内陆省份，北起顺时针与洛特省、阿韦龙省、塔恩省、上加龙省、热尔省和洛特-加龙省接壤。
与比乌勒接壤的市镇（或旧市镇、城区）包括：科萨德、凯拉克、蒙里库、内格勒珀利斯、雷阿尔维尔。

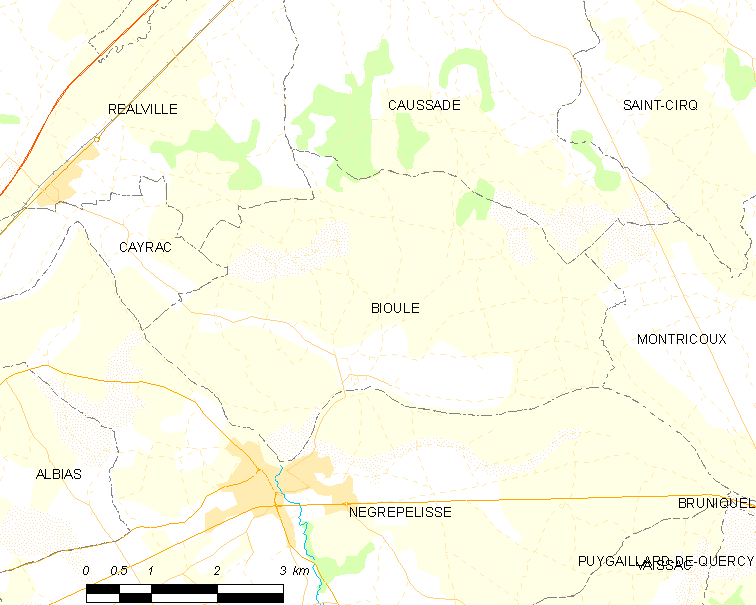
比乌勒的OSM定位图

比乌勒的时区为UTC+01:00、UTC+02:00（夏令时）。

## 行政
比乌勒的邮政编码为82800，INSEE市镇编码为82018。

## 政治
比乌勒所属的省级选区为阿韦龙-莱尔县。

## 人口

1962-2008年间比乌勒人口变化图示

比乌勒于2022年1月1日时的人口数量为1194人。